# Lontara
Lontara, pismo bugijsko-makasarskie – alfabet sylabiczny pochodzenia indyjskiego, wywodzący się z vatteluttu, a pośrednio z brahmi, używany tradycyjnie do zapisu języków bugijskiego i makasarskiego na indonezyjskiej wyspie Sulawesi (Celebes). Nazwa lontara pochodzi od malajskiego słowa lontar, określającego rodzaj palmy, której liści używano jako materiału do manuskryptów. W przeszłości sporządzano w nim urzędowe dokumenty i mapy, spisywano umowy etc. W języku bugijskim pismo to nosi nazwę urupu sulapa eppa, co dosłownie znaczy „pismo czworokątne”.
Warianty pisma bugijsko-makasarskiego posłużyły również do zapisu innych języków Indonezji (m.in. bima, sumbawa, wawonii, ende).
W czasach kolonizacji holenderskiej zostało w znacznym stopniu wyparte przez alfabet łaciński, lecz nadal jest używane, aczkolwiek w ograniczonym zakresie, przy okazji ślubów, do drukowania tradycyjnej literatury, w korespondencji itd.

Spółgłoski